# Jeanette Lee
Jeanette Lee (nata Lee Jin-Hee, 이진희?; Brooklyn, 9 luglio 1971) è una giocatrice di biliardo statunitense di origine coreana.
È stata soprannominata la vedova nera dai suoi amici perché, nonostante il suo comportamento dolce, "mangiava le persone vive" quando arrivava a un tavolo da biliardo.

## Biografia

### Carriera
Lee ha iniziato a giocare a biliardo nel 1989. Ha continuato a classificarsi come la giocatrice numero 1 di biliardo al mondo negli anni '90 e ha ricevuto il premio Sportsperson of the Year della Women's Professional Billiard Association (WPBA) nel 1998. È stata tre volte seconda ai Campionati del mondo di Palla 9 (femminile), dal 1993 al 1996. Oltre a molti piazzamenti al top del WPBA Tour, ha vinto la medaglia d'oro per gli Stati Uniti ai Giochi mondiali del 2001 ad Akita, in Giappone, e ha vinto il winner-take-all Tournament of Champions femminile nel 1999 e 2003. Lee ha anche scritto The Black Widow's Guide to Killer Pool .
Nel 2001 Lee ha sfidato Efren Reyes in una partita di esibizione race -to-13 a nine-ball, a Manila, ma ha perso 4-13. 
Per il 2007 si è classificata quarta nel sondaggio "Top 20 giocatori preferiti dai fan" di Pool & Biliardo Magazine. 
Nel 2013 Lee è stata inserita nella Hall of Fame del Billiard Congress of America.

## Vita privata
Lee vive a Tampa, con le sue tre figlie. Avendo sofferto di scoliosi, Lee è una forte sostenitrice delle persone colpite dalla malattia e ora è la portavoce nazionale della Scoliosis Association. Lee è apparsa su Sport Science di Fox Sports Net, dove ha imbucato 12 palline in un solo colpo, il 30 marzo 2008. Orange County Choppers ha costruito la Black Widow Bike in onore di Lee nel programma televisivo American Chopper . Nel febbraio 2021, ha annunciato che le era stato diagnosticato un cancro ovarico terminale.

## Titoli e risultati

### Titoli
- International Skins Billiard Championship 2007
- 2007 Skins Billiards Champion
- Campione della Coppa del Mondo a squadre 2007
- Campione 2007 Empress Cup
- 2005 China Invitational Champion
- Campione 2004 BCA Open
- 2004 Atlanta Women's Open
- 2004 ESPN Ultimate Challenge
- 2004 Campione Internazionale di Trick Shot
- Campionessa mondiale di tiro di trucco femminile 2004
- Campione 2004 WPBA Florida Classic Hard Rock Casino
- 2003 Torneo dei Campioni Campione
- 2001 Medaglia d'oro per gli Stati Uniti ai Giochi Mondiali
- 1999 ESPN Ultimate Shootout
- 1999 ESPN Ladies 'Tournament of Champions
- 1998 WPBA Penn Ray Classic
- 1998 Stecche WPBA Cuetec Hawaii Classic
- 1997 WPBA Huebler Classic
- 1997 WPBA Olhausen Classic
- 1996 WPBA BCA Classic
- 1995 WPBA Olhausen Classic
- 1995 WPBA Brunswick Classic
- 1994 WPBA US Open 9-Ball
- 1994 WPBA Baltimore Billiards Classic
- 1994 WPBA Kasson Classic
- 1994 WPBA San Francisco Classic
- 1994 WPBA Nationals

### Risultati
- 2007 Pool & Billiard Magazine I 20 migliori giocatori preferiti, n. 4
- 2001, 2003, 2005, 2007 Classificato come una delle persone più potenti nello sport da Billiards Digest
- 1998 Sportivo degli anni WPBA
- 1994 Giocatore dell'anno WPBA
- Precedentemente classificato al primo posto al mondo e Giocatore dell'anno da Billiards Digest e Pool & Billiards Magazine